# フランシス・ライン
フランシス・ライン (英語: Francis Line, 1595年 – 1675年11月15日)はリエージュのライナスとしても知られるイエズス会の司祭及び科学者。磁石時計を発明したことで知られている。ニュートンの理論と業績に対する同時代の批評家としても有名である。ロバート・ボイルと彼の気体理論にも挑んだ。

## 生涯
1595年生まれ。生まれた際は別名であるホールという名前を用いた。生まれはロンドンもしくはバッキンガムシャーとされている。1623年にイエズス会に入り、1628年に司祭に任職され、1640年8月20日に4つの誓いを宣言した。
長きにわたり、リエージュのイエズス会の大学でヘブライ語と数学の教授をしていた。1656年イギリスの任務に派遣され、短期間ダービー地区で働いた。1659年とさらに数年間ロンドン地区におり、1665年にはランカシャー地区に駐留した。イギリスでの任務を果たしている間に、ダイヤルを製作し、1669年7月24日にホワイトホール王のプライベートガーデンに設置した。1672年に彼を父なる神とするリエージュに再び行き、新暦1675年11月25日に死去した。

## ホワイトホール宮殿の日時計
チャールズ2世のために1669年に日時計を作成した。これは1673年のAn Explication of the Diall に詳しく説明されている。それぞれ多くの浮き彫りがなされている地理学、占星術、天文学の目的のための日時計がそれぞれ上に位置付けられた6つの部分に分かれ台座に乗っけられている。1775年、ロチェスター伯爵と酔った友人により破壊された。

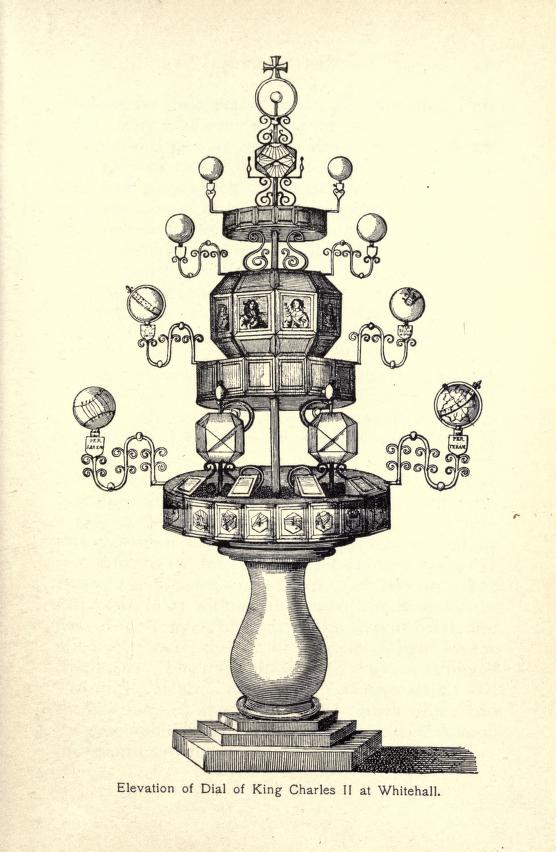
フランシス・ラインのホワイトホール宮殿の日時計。ウィリアム・レイボーンの作品から複写したイラスト

## 業績
- Refutation of the attempt to Square the Circle, London, 1660; on the controversy over Gregory à Vincentio's De quadraturâ Circuli and reply of Christiaan Huyghens.
- Tractatus de Corporum Inseparabilitate, London, 1661. A reply by Gilbert Clerke was published under the title of Tractatus de Restitutione Corporum in quo experimenta Torricelliana et Boyliana explicantur, et Rarefactio Cartesiana defenditur, London, 1662. Another reply was A Defence of the Doctrine touching the Spring and Weight of the Air, proposed by Mr. Robert Boyle, in his new Physico-Mechanical Experiments; against the objections of F. Linus. By the Author of those Experiments, London, 1662.[5]
- A Letter [dated 6 Oct. 1674] animadverting on Newton's Theory of Light and Colors, in Philosophical Transactions, ix. 217[5]. A scientific debate followed, drawing in Anthony Lucas.[8]
- Some Optical Assertions concerning the Rain-bow, transmitted from Liege, where they were publicly discussed in August last: Delivered here in the same Language [Latin], wherein they were communicated, in Philosophical Transactions, 26 Sept. 1675, x. 386.
- A Treatise on the Barometer.
- Tractatus de Horologiis, manuscript, preserved in the library of the university of Liège.

## さらに読む
- Reilly, Conor (1969). Francis Line SJ: An Exiled English Scientist, 1595-1675.. Rome: Institutum historicum S.I.. LCCN 78-497431. OCLC 248761564

アトリビューション
 この記事はパブリックドメインの辞典本文を含む: "Line, Francis". Dictionary of National Biography (英語). London: Smith, Elder & Co. 1885–1900. 